# La estrategia de la araña
La estrategia de la araña (Strategia del ragno) es una película política de 1970 dirigida por Bernardo Bertolucci. El guion, del propio Bertolucci, está basado en un cuento de Jorge Luis Borges: Tema del traidor y del héroe.

## Trama
La película narra la historia de Athos Magnani, hijo de uno de los héroes de la Resistencia italiana que murió, según cuenta la leyenda, asesinado por los fascistas en 1936. Magnani viaja a Tara, la ciudad donde vivió su padre, desde Milán, a petición de Draifa, una de las amantes de su padre. Juntos tratan de desvelar el misterio que se oculta tras la muerte del héroe.

## Reparto
- Giulio Brogi: Athos Magnani, padre e hijo
- Alida Valli: Draifa
- Tino Scotti: Costa
- Pippo Campanini: Garibazzi